# نيكولاس ألماغرو

## روابط إضافية
- نيكولاس ألماغرو على موقع رابطة محترفي التنس (الإنجليزية)
- نيكولاس ألماغرو على موقع الاتحاد الدولي لكرة المضرب (الإنجليزية)
- نيكولاس ألماغرو على موقع كأس ديفيز (الإنجليزية)
- نيكولاس ألماغرو على موقع خلاصة التنس.كوم (الإنجليزية)
- نيكولاس ألماغرو على موقع أوليمبيديا (الإنجليزية)
- نيكولاس ألماغرو على موقع AS.com (الإسبانية)
- Almagro Recent Match Results
- Almagro World Ranking History